# The Hand of the Artist
The Hand of the Artist er en britisk stumfilm fra 1906 af Walter R. Booth.